# Imaginary Sonicscape
Imaginary Sonicscape è il quinto album in studio del gruppo musicale giapponese Sigh, pubblicato nel 2001 dalla Century Media Records.

## Tracce
1. Corpsecry - Angelfall – 6:42
2. Scarlet Dream – 5:11
3. Nietzschean Conspiracy – 5:24
4. A Sunset Song – 6:49
5. Impromptu (Allegro Maestoso) – 1:24
6. Dreamsphere (Return to the Chaos) – 6:51
7. Ecstatic Transformation – 5:35
8. Slaughtergarden Suite – 10:57
9. Bring Back the Dead – 6:40
10. Requiem - Nostalgia – 7:58

## Formazione

### Gruppo
- Mirai Kawashima – voce, basso, tastiere, pianoforte, organo, minimoog, mellotron, programmazione, campionamenti
- Shinichi Ishikawa – chitarra, chitarra acustica
- Satoshi Fujinami – batteria, percussioni, tamburello, battito di mani